# Eyes Set to Kill
Eyes Set to Kill est un groupe de post-hardcore américain, originaire de Tempe, en Arizona. Les sœurs Alexia et Anissa Rodriguez forment le groupe en 2004, accompagnées de Lindsey Vogt, à l'origine chanteuse du groupe jusqu'en 2007 ; cette dernière quitte le groupe pour se consacrer à sa carrière personnelle. Alexia reprend dès lors le rôle de chanteuse tout en conservant sa place de guitariste au sein du groupe. Eyes Set to kill bénéficie d'un large succès auprès des critiques ; le groupe fait la couverture du journal USA Today, est listé dans le classement des « 100 groupes à connaître » du magazine Alternative Press, et participe même à un épisode du Headbangers Ball sur MTV.

## Biographie

### Formation et premier album (2003–2009)
Le nom du groupe s'inspire d'un poème écrit par Alexia à l'école. Eyes Set to Kill se lance en 2003 comme un trio originaire de Tempe (Arizona) se composant d'Alexia Rodriguez (guitare solo et chant), Anissa Rodriguez (guitare basse), et de Lindsey Vogt (chant). En 2006, Eyes Set to Kill fait paraître son premier EP intitulé When Silence Is Broken, The Night Is Torn the EP qui se vend à 11 000 exemplaires et est enregistré dans le studio local Mind's Eye Digital Recording Studios de Glendale, avec Larry Elyea et Keaton. Le premier album de Eyes Set to Kill, Reach, est commercialisé le 19 février 2008. Le premier single de l'album, Reach, atteint la 29e place du Billboard Heatseekers, et la 77e place au Billboard’s Independent Music de 2008 avec 1 900 exemplaires vendus une semaine après sa sortie.
Le second album du groupe, The World Outside est commercialisé le 2 juin 2009. Alexia explique que cet album « est beaucoup plus sombre. ». The World Outside se vend à 2 400 exemplaires aux États-Unis une semaine après parution, selon Nielsen SoundScan. The World Outside atteint la neuvième place des Heatseekers, et la 26e aux Independent Albums.
Leur troisième album, Broken Frames, est commercialisé le 8 juin 2010. Brandon Anderson se sépare ensuite du groupe. Le 2 mars 2011, Eyes Set To Kill est annoncé au Vans Warped Tour 2011.

### Underground SoundsetWhite Lotus(2010–2011)
Le 12 octobre 2010, Alexia « Lexia » Rodriguez fait paraître son premier album solo intitulé Underground Sounds. L'album inclut quelques chanson d'ESTK comme Come Home, avec la version acoustique de Reach et une reprise de la chanson Climbing Up the Walls de Radiohead. Le 26 octobre 2010, Let Me In devient le premier single de Lexia. La chanson est incluse comme bonus dans leur album, Broken Frames. Le 27 janvier 2011, Alexia Rodriguez révèle le départ de Greg Kerwin. David Molina le remplace alors. En 2011, Alexia Rodriguez participe à la chanson Cross-Eyed Catastrophe de Suicide Silence.
Le groupe participe au Horror Nights Tour aux côtés d'Aiden, de Get Scared, Vampires Everywhere!, et Dr. Acula du 13 mai au 23 juin 2011. Eyes Set to Kill entre en studio à Ocala, Floride, avec le producteur Andrew Wade pour l'enregistrement d'un nouvel album le 27 avril 2011. Le 30 mai suivant, le titre est annoncé comme étant White Lotus. Le 7 juin 2011, Eyes Set to Kill annonce lancer son propre label, Forsee Records, et sa rupture de contrat sous Breaksilence Records.

### Signature chez Century Media etMasks(2011-2016)
Le 19 juillet 2012, Eyes Set To Kill signe avec le label Century Media Records. Le groupe entre en studio l'année suivante avec le producteur Steve Evetts (Suicide Silence et The Dillinger Escape Plan). L'album est prévu pour printemps 2013,. Le 20 décembre 2012, le groupe atteint un million de « j'aime » sur Facebook et célèbre cet événement en mettant en ligne une démo gratuite et en révélant le titre de leur prochain album, Masks, qui sort le 13 septembre 2013.

### Eyes set to Killet départs (2016-2020)
En 2016, Anissa Rodriguez quitte le groupe pour se consacrer à la création du sien et qui se nommera "The Secret Destroyers". Il est formé avec l'ancienne chanteuse du groupe, Lindsey Vogt. 
Le 24 mars 2017, le groupe sort un nouveau single "Break" sur Spotify. En 2018, ils publient "Not Sorry" le 1er février et sortent leur nouvel album éponyme Eyes set to Kill le 16 février. 

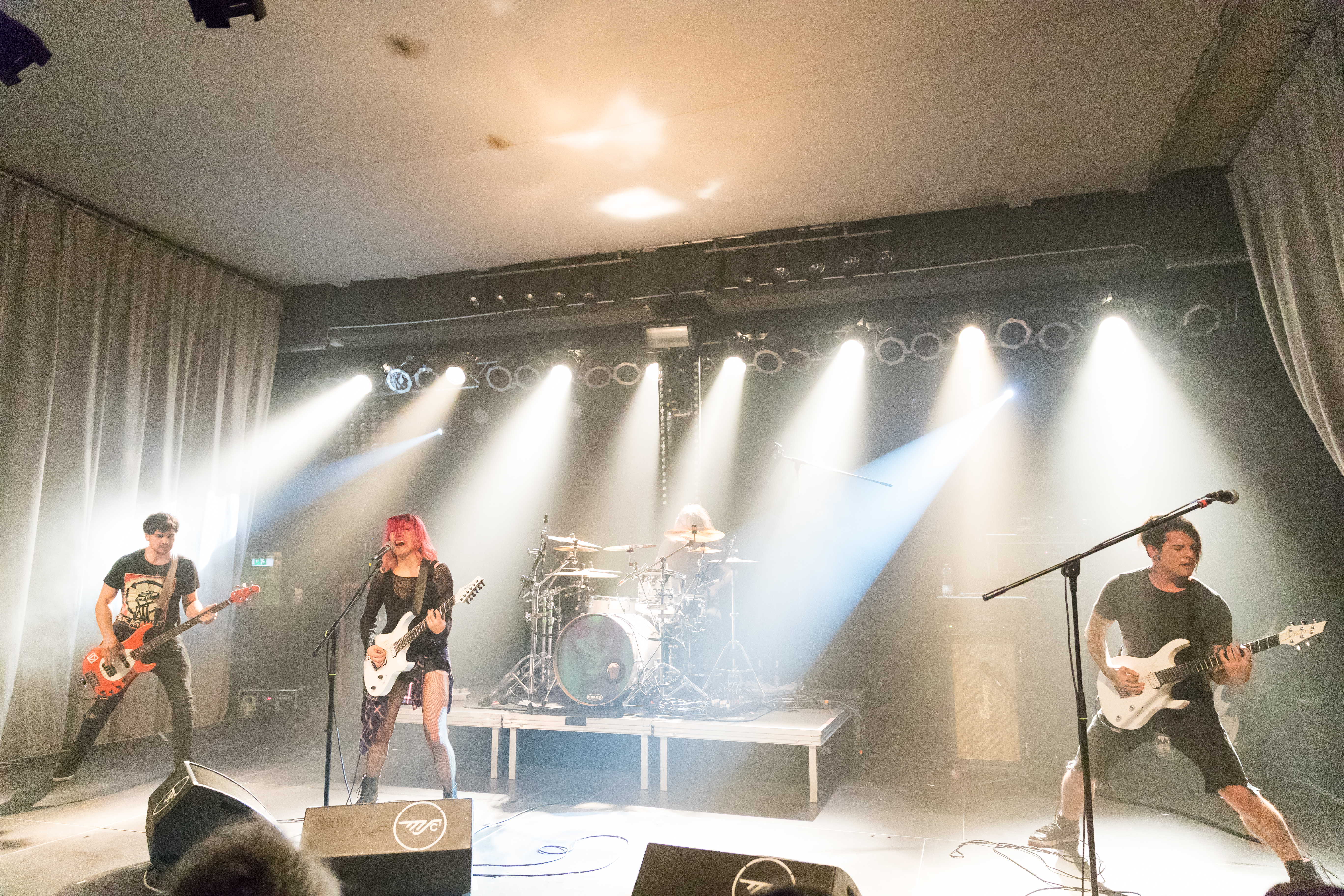
Eyes Set to Kill en 2018

De 2018 à 2020, le groupe sort plusieurs singles : "Attention", "Points of Authority", "Enjoy the Silence" et "House of Glass"

### Nouvel EPDAMNA(depuis 2020)
Fin 2020, le groupe sort un nouveau single : "Find Our Way" via leur nouveau label Revival Recordings. 
Le groupe sort ensuite un nouveau single "Face The Rain" qui a été annoncé sur leur prochain EP.  
Le 3 décembre 2021, le groupe sort leur deuxième EP DAMNA.
Après la sortie de l'EP, AJ Bartholomew annonce avoir quitté le groupe. 
En 2023, Anissa Rodriguez, qui avait quittée le groupe en 2016, annonce son retour dans le groupe.  

## Membres

### Membres actuels
- Alexia Rodriguez - chant (depuis 2006), guitare solo, claviers (depuis 2003) ; chœurs (2003-2006)
- Anissa Rodriguez - basse (2003-2016, depuis 2023), chœurs (2006-2016, depuis 2023)
- Caleb Clifton - batterie, percussions (depuis 2006)

### Anciens membres
- Lindsey Vogt - chant solo (2003-2006)
- Spencer Merrill - chant (2003)
- Austin Vanderbur - chant (2003–2005)
- Brandon Anderson - chant, claviers (2005–2010)
- Justin Denson - chant, claviers (2010)
- Cisko Miranda -  chant (2010–2014), guitare rythmique (2011-2014)
- Zack Hansen - guitare rythmique (2003–2005)
- John Moody - guitare rythmique (2005–2006)
- Alex Torres - guitare rythmique, chœurs (2006–2007)
- Greg Kerwin - guitare rythmique (2007–2011)
- David Phipps - batterie, percussions (2003)
- Milad Sadegi - batterie, percussions (2003–2006)
- AJ Bartholomew - guitare rythmique (2015-2022)

## Discographie

### Albums studio
- 2008 : Reach
- 2009 : The World Outside
- 2010 : Broken Frames
- 2011 : White Lotus
- 2013 : Masks
- 2018 : Eyes Set To Kill

### EP
- 2006 : When Silence Is Broken, The Night Is Torn
- 2021 : Damna

### DVD
- 2007 : A Day with Eyes Set to Kill